# The After
The After é um filme em curta-metragem britânico de 2023 escrito e dirigido por Misan Harriman.

## Enredo
Um pai perde a esposa e a filha em uma onda de crimes com facas. Embora consiga superar o agressor, que carrega uma faca, qualquer resgate chega tarde demais para sua família. Como resultado, o empresário de sucesso perde o equilíbrio na vida. O crime não o deixará ir. Ele se torna motorista do Uber e retorna repetidamente à cena do crime durante suas pausas na direção. Um dia, quando ele leva para casa uma família que se parece muito com a sua, ele deixa o casal discutindo em casa. A filha vai relutantemente até a entrada da casa, depois se vira para ele e o abraça por trás. O homem então desmaia e chora muito tempo na calçada. Ele então se levanta novamente, entra no carro e vai embora.

## Produção
The After é a estreia na direção da fotógrafa Misan Harriman. Baseado em uma ideia sua, o roteiro é a estreia de John Julius Schwabach. O ator principal David Oyelowo juntou-se ao filme como ator e produtor depois de ver algumas das fotos de Harriman tiradas durante a pandemia de COVID-19 e as manifestações do Black Lives Matter.

## Lançamento
O filme estreou no HollyShorts Film Festival em 10 de agosto de 2023, onde foi eleito o melhor curta-metragem. Ele foi indicado para melhor curta-metragem no Oscar 2024. Também ganhou o Prêmio da Crítica de Cinema Afro-Americana (AAFCA) de melhor curta-metragem. O filme estreou na Netflix em 25 de outubro de 2023.
Uma exibição especial do filme em 15 de novembro foi apresentada por Meghan, Duquesa de Sussex, em sua casa particular em Montecito. O ator principal David Oyelowo também esteve presente e os dois discutiram o filme. A duquesa Meghan é amiga do diretor e ator principal.

## Prêmios e indicações
| Premiação | Data de cerimônia   | Categoria             | Recipiente(s)  | Resultado | Ref.  |
| --------- | ------------------- | --------------------- | -------------- | --------- | ----- |
| Oscar     | 10 de março de 2024 | Melhor curta-metragem | Misan Harriman | Pendente  | [ 8 ] |